# Mensapen
De mensapen (Hominoidea) zijn in sommige taxonomische indelingen een superfamilie binnen de orde der primaten (Primaten). Deze superfamilie omvat de gibbons en de mensachtigen, waaronder de mensen. In de meer gebruikelijke indelingen vormen deze samen met de apen van de Oude Wereld de parvorde smalneusapen (Catarrhini).

## Taxonomische beschrijving
Wanneer de Hominoidea als superfamilie gezien worden, worden de Catarrhini als een parvorde beschouwd.
De mensapen worden tegenwoordig ingedeeld in twee families:
- De familie der Hylobatidae, die uit 17 gibbonsoorten bestaat, waaronder de withandgibbon en de siamang, die ook wel de kleine mensapen worden genoemd.
- De familie der Hominidae, die uit 8 mensachtige soorten bestaat, waaronder de gorilla's, bonobo's, chimpansees en orang-oetans, die ook wel de grote mensapen worden genoemd. Tot deze familie worden ook de mensen gerekend.

In vroegere definities werd de mensaap omschreven als een staartloze (en daarom bijzonder menselijke) primaat, maar naarmate de taxonomische kennis vorderde, werd het duidelijk dat staartloosheid een eigenschap was die bij een aantal verschillende en niet-verwante soorten voorkwam, zoals de berberaap.
De familie die alle grote mensapen omvat, stond in het verleden bekend als de Pongidae, waaruit mensen (en fossiele hominiden) werden weggelaten. Op gronden van verwantschap is er echter geen argument om dit te doen. De chimpansees, de gorilla's, de mensen en de orang-oetans zijn ieder dichter aan elkaar verwant dan om het even welk van deze vier groepen aan gibbons en siamangs zijn. Desondanks wordt de term "hominide" nog onterecht gebruikt in de specifieke betekenis van uitgestorven primaten die dichter bij de mensen staan dan bij de andere mensapen (bijvoorbeeld Australopithecus). Het is nu gebruikelijker om de onderfamilie Homininae te gebruiken om de hominiden, in deze smalle betekenis, van de bestaande niet-menselijke leden van de familie der Hominidae te scheiden.
Huidig bewijsmateriaal impliceert dat de mensen een gemeenschappelijke, uitgestorven voorvader met de chimpansee-bonobolijn delen, waar wij meer recentelijk van afgescheiden zijn dan de gorillalijn. Alle levende leden van de Hylobatidae en Hominidae zijn staartloos, en de mensen kunnen daarom nauwkeurig als tweevoetige apen worden omschreven. Nochtans zijn er ook primaten in andere families die staartloos zijn.
Zowel de grote mensapen als de kleinere mensapen vallen binnen de klade Catarrhini ("smalneusapen"), die ook de apen van de Oude Wereld omvat. Binnen deze groep kunnen beide families van mensapen van deze apen worden onderscheiden aan de hand van het aantal bobbeltjes op hun kiezen (de mensapen hebben er vijf - het "Y-5"-kiespatroon, de Oude Wereldapen hebben er slechts vier in een "bilophodont"-patroon). Mensapen hebben mobielere schouderverbindingen en armen en een minder beweegbare ruggengraat in vergelijking met de apen van de Oude Wereld. Dit zijn allemaal anatomische aanpassingen aan verticaal hangen en slingeren. De splitsing van de Catarrhini in apen en mensapen voltrok zich waarschijnlijk in het Mioceen met de ontwikkeling van de eerste mensaap Pierolapithecus.
Behalve gorilla's en mensen zijn alle mensapen behendige bomenklimmers. Ze worden het best beschreven als omnivoor, want hun dieet bestaat uit fruit, graszaden, en in de meeste gevallen kleine hoeveelheden vlees (hetzij gejaagd of
geaasd), aangevuld met overig voedsel dat gemakkelijk wordt verteerd. Ze zijn inheems in Afrika en Azië.
De meeste mensaapsoorten zijn zeldzaam of staan op de Rode Lijst van de IUCN als bedreigde soort. De belangrijkste bedreiging voor de meeste mensaapsoorten is verlies van leefomgeving in het tropisch regenwoud, hoewel sommige populaties eerder in gevaar worden gebracht door de jacht op woudvlees (bushmeat).

## Culturele aspecten
De intelligentie en de menselijke verschijning van mensapen zijn de oorzaak van legenden die hun menselijke kwaliteiten toeschrijven; er wordt bijvoorbeeld soms gezegd dat mensapen kunnen spreken maar dit uit luiheid weigeren. Er wordt ook weleens gezegd dat zij het resultaat van een vloek zijn - een joodse folklore claimt dat een van de drie rassen die de Toren van Babel bouwden als straf aap werd, terwijl moslim folklore vertelt dat joden die in (Elath) woonden, aap werden als straf voor het vissen op de sabbat. De christelijke folklore beweert weer dat de apen als een symbool van verlangen door Satan zijn gecreëerd als antwoord op het scheppen van de mensen door God. Het is niet duidelijk of een van deze verwijzingen specifiek op de mensapen slaat, aangezien ze alle uit een tijd dateren waarin het moderne onderscheid tussen apen en mensapen nog niet werd gemaakt.

## Taxonomische lijst
- Superfamilie: Hominoidea (Mensapen) (25 soorten)
  - Familie: Hominidae (Mensachtigen) (8 soorten)
    - Onderfamilie: Dryopithecinae †
      - 
        - Geslacht: Dryopithecus †
          - Soort: Dryopithecus brancoi †
          - Soort: Dryopithecus crusafonti †
          - Soort: Dryopithecus fontani †
          - Soort: Dryopithecus laietanus †
          -  Soort: Dryopithecus wuduensis †

        -  Geslacht: Pierolapithecus †
          -  Soort: Pierolapithecus catalaunicus †

    - Onderfamilie: Homininae (5 soorten)
      - Geslachtengroep: Gorillini (2 soorten)
        -  Geslacht: Gorilla (Gorilla's)
          - Soort: Gorilla beringei (Oostelijke gorilla)
          -  Soort: Gorilla gorilla (Westelijke gorilla)

      -  Geslachtengroep: Hominini (3 soorten)
        - Geslacht: Ardipithecus †
          - Soort: Ardipithecus kadabba †
          -  Soort: Ardipithecus ramidus †

        - Geslacht: Australopithecus †
          - Soort: Australopithecus afarensis †
          - Soort: Australopithecus africanus †
          - Soort: Australopithecus anamensis †
          - Soort: Australopithecus bahrelghazali †
          - Soort: Australopithecus deyiremeda †
          - Soort: Australopithecus garhi †
          -  Soort: Australopithecus sebida †

        - Geslacht: Homo (Mensen)
          - Soort: Homo antecessor †
          - Soort: Homo cepranensis (Cepranomens) †
          - Soort: Homo denisova (Denisovamens) †
          - Soort: Homo erectus †
          - Soort: Homo ergaster †
          - Soort: Homo floresiensis (Floresmens) †
          - Soort: Homo georgicus (Dmanisimens) †
          - Soort: Homo habilis †
          - Soort: Homo heidelbergensis (Heidelbergmens) †
          - Soort: Homo helmei †
          - Soort: Homo naledi †
          - Soort: Homo neanderthalensis (Neanderthaler) †
          - Soort: Homo rhodesiensis (Rhodesiëmens) †
          - Soort: Homo rudolfensis †
          -  Soort: Homo sapiens (Mens)

        - Geslacht: Kenyanthropus †
        - Geslacht: Pan (Chimpansees)
          - Soort: Pan paniscus (Bonobo of dwergchimpansee)
          -  Soort: Pan troglodytes (Chimpansee)

        - Geslacht: Paranthropus †
          - Soort: Paranthropus aethiopicus †
          - Soort: Paranthropus boisei †
          -  Soort: Paranthropus robustus †

        - Geslacht: Praeanthropus †
          -  Soort: Praeanthropus tugenensis †

        -  Geslacht: Sahelanthropus †
          -  Soort: Sahelanthropus tchadensis †

    - Onderfamilie: Ouranopithecinae †
      - 
        -  Geslacht: Ouranopithecus †
          - Soort: Ouranopithecus macedoniensis †
          -  Soort: Ouranopithecus turkae †

    -  Onderfamilie: Ponginae (3 soorten)
      - Geslachtengroep: Ankarapithecini †
        -  Geslacht: Ankarapithecus †

      - Geslachtengroep: Lufengpithecini †
        -  Geslacht: Lufengpithecus †
          - Soort: Lufengpithecus hudienensis †
          - Soort: Lufengpithecus keiyuanensis †
          -  Soort: Lufengpithecus lufengensis †

      - Geslachtengroep: Pongini (3 soorten)
        - Geslacht: Khoratpithecus †
        -  Geslacht: Pongo (Orang-oetans) (3 soorten)
          - Soort: Pongo abelii (Sumatraanse orang-oetan)
          - Soort: Pongo pygmaeus (Borneose orang-oetan)
          -  Soort: Pongo tapanuliensis (Tapanuli-orang-oetan)

      -  Geslachtengroep: Sivapithecini †
        - Geslacht: Gigantopithecus †
          - Soort: Giganthopithecus bilaspurensis †
          - Soort: Giganthopithecus blacki †
          -  Soort: Giganthopithecus giganteus †

        -  Geslacht: Sivapithecus †
          - Soort: Sivapithecus indicus †
          - Soort: Sivapithecus parvada †
          -  Soort: Sivapithecus sivalensis †

  - Familie: Hylobatidae (Gibbons) (20 soorten)
    - 
      - 
        - Geslacht: Bunopithecus †
          -  Soort: Bunopithecus sericus †

        - Geslacht: Hoolock (Hoeloks) (3 soorten)
          - Soort: Hoolock hoolock (Westelijke hoelok)
          - Soort: Hoolock leuconedys (Oostelijke hoelok)
          -  Soort: Hoolock tianxing

        - Geslacht: Hylobates (9 soorten)
          - Soort: Hylobates abbotti
          - Soort: Hylobates agilis (Oenka)
          - Soort: Hylobates albibarbis (Witbaardgibbon)
          - Soort: Hylobates funereus
          - Soort: Hylobates klossii (Dwergsiamang)
          - Soort: Hylobates lar (Withandgibbon of lar)
          - Soort: Hylobates moloch (Zilvergibbon, Javaanse gibbon of wau-wau)
          - Soort: Hylobates muelleri (Borneogibbon of Müllers gibbon)
          -  Soort: Hylobates pileatus (Zwartkoplar)

        - Geslacht: Nomascus (7 soorten)
          - Soort: Nomascus annamensis (Noordelijke geelwanggibbon)
          - Soort: Nomascus concolor (Kuifgibbon)
          - Soort: Nomascus gabriellae (Goudwanggibbon)
          - Soort: Nomascus hainanus (Hainangibbon)
          - Soort: Nomascus leucogenys (Witwanggibbon of witwangkuifgibbon)
          - Soort: Nomascus nasutus
          -  Soort: Nomascus siki

        -  Geslacht: Symphalangus (Siamangs) (1 soort)
          -  Soort: Symphalangus syndactylus (Siamang)

  - Familie: Oreopithecidae †
    - 
      - 
        -  Geslacht: Oreopithecus †

  - Familie: Pliopithecidae †
    - Onderfamilie: Crouzeliinae †
      - 
        - Geslacht: Anapithecus †
        - Geslacht: Egarapithecus †
        - Geslacht: Laccopithecus †
        -  Geslacht: Plesiopliothecus †

    - Onderfamilie: Dionysopithecinae †
      - 
        - Geslacht: Dionysopithecus †
        -  Geslacht: Platodontopithecus †

    -  Onderfamilie: Pliopithecinae †
      - 
        - Geslacht: Epipliopithecus †
        -  Geslacht: Pliopithecus †

  -  Familie: Proconsulidae †
    -  Onderfamilie: Proconsulinae †
      - 
        -  Geslacht Proconsul †
          - Soort: Proconsul africanus †
          - Soort: Proconsul gitongai †
          - Soort: Proconsul major †
          -  Soort: Proconsul meswar †

## Cladogrammen

### Cladogram van de Primaten
|                       | Cercopithecoidea (apen van de Oude Wereld)                                         |
|                       |                                                                                    |
| Hominoidea (mensapen) | \| \| Hylobatidae (gibbons) \| \| \| \| \| \| Hominidae (mensachtigen) \| \| \| \| |
|                       | \| \| Hylobatidae (gibbons) \| \| \| \| \| \| Hominidae (mensachtigen) \| \| \| \| |
|                       | Hylobatidae (gibbons)                                                              |
|                       |                                                                                    |
|                       | Hominidae (mensachtigen)                                                           |
|                       |                                                                                    |

|  | Hylobatidae (gibbons)    |
|  |                          |
|  | Hominidae (mensachtigen) |
|  |                          |

|                       | Cercopithecoidea (apen van de Oude Wereld)                                         |
|                       |                                                                                    |
| Hominoidea (mensapen) | \| \| Hylobatidae (gibbons) \| \| \| \| \| \| Hominidae (mensachtigen) \| \| \| \| |
|                       | \| \| Hylobatidae (gibbons) \| \| \| \| \| \| Hominidae (mensachtigen) \| \| \| \| |
|                       | Hylobatidae (gibbons)                                                              |
|                       |                                                                                    |
|                       | Hominidae (mensachtigen)                                                           |
|                       |                                                                                    |

|  | Hylobatidae (gibbons)    |
|  |                          |
|  | Hominidae (mensachtigen) |
|  |                          |

|                       | Cercopithecoidea (apen van de Oude Wereld)                                         |
|                       |                                                                                    |
| Hominoidea (mensapen) | \| \| Hylobatidae (gibbons) \| \| \| \| \| \| Hominidae (mensachtigen) \| \| \| \| |
|                       | \| \| Hylobatidae (gibbons) \| \| \| \| \| \| Hominidae (mensachtigen) \| \| \| \| |
|                       | Hylobatidae (gibbons)                                                              |
|                       |                                                                                    |
|                       | Hominidae (mensachtigen)                                                           |
|                       |                                                                                    |

|  | Hylobatidae (gibbons)    |
|  |                          |
|  | Hominidae (mensachtigen) |
|  |                          |

|                       | Cercopithecoidea (apen van de Oude Wereld)                                         |
|                       |                                                                                    |
| Hominoidea (mensapen) | \| \| Hylobatidae (gibbons) \| \| \| \| \| \| Hominidae (mensachtigen) \| \| \| \| |
|                       | \| \| Hylobatidae (gibbons) \| \| \| \| \| \| Hominidae (mensachtigen) \| \| \| \| |
|                       | Hylobatidae (gibbons)                                                              |
|                       |                                                                                    |
|                       | Hominidae (mensachtigen)                                                           |
|                       |                                                                                    |

|  | Hylobatidae (gibbons)    |
|  |                          |
|  | Hominidae (mensachtigen) |
|  |                          |

|                       | Cercopithecoidea (apen van de Oude Wereld)                                         |
|                       |                                                                                    |
| Hominoidea (mensapen) | \| \| Hylobatidae (gibbons) \| \| \| \| \| \| Hominidae (mensachtigen) \| \| \| \| |
|                       | \| \| Hylobatidae (gibbons) \| \| \| \| \| \| Hominidae (mensachtigen) \| \| \| \| |
|                       | Hylobatidae (gibbons)                                                              |
|                       |                                                                                    |
|                       | Hominidae (mensachtigen)                                                           |
|                       |                                                                                    |

|  | Hylobatidae (gibbons)    |
|  |                          |
|  | Hominidae (mensachtigen) |
|  |                          |

|                       | Cercopithecoidea (apen van de Oude Wereld)                                         |
|                       |                                                                                    |
| Hominoidea (mensapen) | \| \| Hylobatidae (gibbons) \| \| \| \| \| \| Hominidae (mensachtigen) \| \| \| \| |
|                       | \| \| Hylobatidae (gibbons) \| \| \| \| \| \| Hominidae (mensachtigen) \| \| \| \| |
|                       | Hylobatidae (gibbons)                                                              |
|                       |                                                                                    |
|                       | Hominidae (mensachtigen)                                                           |
|                       |                                                                                    |

|  | Hylobatidae (gibbons)    |
|  |                          |
|  | Hominidae (mensachtigen) |
|  |                          |

|                       | Cercopithecoidea (apen van de Oude Wereld)                                         |
|                       |                                                                                    |
| Hominoidea (mensapen) | \| \| Hylobatidae (gibbons) \| \| \| \| \| \| Hominidae (mensachtigen) \| \| \| \| |
|                       | \| \| Hylobatidae (gibbons) \| \| \| \| \| \| Hominidae (mensachtigen) \| \| \| \| |
|                       | Hylobatidae (gibbons)                                                              |
|                       |                                                                                    |
|                       | Hominidae (mensachtigen)                                                           |
|                       |                                                                                    |

|  | Hylobatidae (gibbons)    |
|  |                          |
|  | Hominidae (mensachtigen) |
|  |                          |

|                       | Cercopithecoidea (apen van de Oude Wereld)                                         |
|                       |                                                                                    |
| Hominoidea (mensapen) | \| \| Hylobatidae (gibbons) \| \| \| \| \| \| Hominidae (mensachtigen) \| \| \| \| |
|                       | \| \| Hylobatidae (gibbons) \| \| \| \| \| \| Hominidae (mensachtigen) \| \| \| \| |
|                       | Hylobatidae (gibbons)                                                              |
|                       |                                                                                    |
|                       | Hominidae (mensachtigen)                                                           |
|                       |                                                                                    |

|  | Hylobatidae (gibbons)    |
|  |                          |
|  | Hominidae (mensachtigen) |
|  |                          |